# Justicia atacta
Justicia atacta är en akantusväxtart som beskrevs av Emery Clarence Leonard. Justicia atacta ingår i släktet Justicia och familjen akantusväxter. Inga underarter finns listade i Catalogue of Life.